# Senior League World Series 2008
Die Senior League World Series 2008 war die 48. Austragung der Senior League Baseball World Series, einem internationalen Baseballturnier für Knaben zwischen 13 und 16 Jahren. Gespielt wurde in Bangor, Maine.

## Teilnehmer
Die zehn Mannschaften bildeten eine Gruppe aus sechs Mannschaften aus den Vereinigten Staaten und eine Gruppe aus vier internationalen Mannschaften.
| Vereinigte Staaten                              | International                                                     |
| ----------------------------------------------- | ----------------------------------------------------------------- |
| Bangor, Maine Gastgeber                         | Makati City, Philippinen Region Asien-Pazifik                     |
| Upper Deerfield Township, New Jersey Region Ost | Vilnius, Litauen Region Europa, Mittlerer Osten und Afrika (EMEA) |
| Boynton Beach, Florida Region Süd               | Surrey, British Columbia Region Kanada                            |
| Bryan, Texas Region Südwest                     | Willemstad, Curaçao Region Lateinamerika                          |
| Pearl City, Hawaii Region West                  |                                                                   |
| New Philadelphia, Ohio Region Zentral           |                                                                   |

## Ergebnisse
Die Teams wurden in zwei Gruppen eingeteilt. Jeder spielte gegen Jeden in seiner Gruppe, die beiden Ersten spielten gegeneinander den Finalplatz aus.

### Vorrunde

#### Gruppe A
| Platz | Region        | W | L | %     |
| ----- | ------------- | - | - | ----- |
| 1.    | Süd           | 4 | 0 | 1.000 |
| 2.    | Kanada        | 3 | 1 | 0.750 |
| 3.    | West          | 2 | 2 | 0.500 |
| 4.    | Gastgeber     | 1 | 3 | 0.250 |
| 5.    | Asien-Pazifik | 0 | 4 | 0.000 |

| Datum      | Zeit  | Stadion           | Begegnung     | Begegnung | Begegnung     | Ergebnis |
| ---------- | ----- | ----------------- | ------------- | --------- | ------------- | -------- |
| 10. August | 12:00 | Mansfield Stadium | Kanada        | –         | Gastgeber     | 7:2      |
| 10. August | 14:30 | Mansfield Stadium | West          | –         | Asien-Pazifik | 5:3      |
| 11. August | 17:00 | Mansfield Stadium | Asien-Pazifik | –         | Gastgeber     | 1:14     |
| 11. August | 20:00 | Mansfield Stadium | Süd           | –         | West          | 5:2      |
| 12. August | 17:30 | Mansfield Stadium | Süd           | –         | Asien-Pazifik | 6:2      |
| 12. August | 20:00 | Mansfield Stadium | West          | –         | Kanada        | 1:2      |
| 13. August | 11:30 | Mansfield Stadium | Asien-Pazifik | –         | Kanada        | 1:4      |
| 13. August | 17:00 | Mansfield Stadium | Gastgeber     | –         | Süd           | 9:10     |
| 14. August | 09:00 | Mansfield Stadium | Kanada        | –         | Süd           | 2:3      |
| 14. August | 17:00 | Mansfield Stadium | Gastgeber     | –         | West          | 6:13     |

#### Gruppe B
| Platz | Region        | W | L | %     |
| ----- | ------------- | - | - | ----- |
| 1.    | Ost           | 4 | 0 | 1.000 |
| 2.    | Lateinamerika | 2 | 2 | 0.500 |
| 3.    | Zentral       | 2 | 2 | 0.500 |
| 4.    | Südwest       | 2 | 2 | 0.500 |
| 5.    | EMEA          | 0 | 4 | 0.000 |

| Datum      | Zeit  | Stadion           | Begegnung     | Begegnung | Begegnung     | Ergebnis |
| ---------- | ----- | ----------------- | ------------- | --------- | ------------- | -------- |
| 10. August | 17:30 | Mansfield Stadium | EMEA          | –         | Ost           | 0:7      |
| 10. August | 20:00 | Mansfield Stadium | Zentral       | –         | Lateinamerika | 3:4      |
| 11. August | 10:00 | Mansfield Stadium | Südwest       | –         | EMEA          | 8:2      |
| 11. August | 13:00 | Mansfield Stadium | Ost           | –         | Zentral       | 13:2     |
| 12. August | 10:00 | Mansfield Stadium | EMEA          | –         | Zentral       | 1:9      |
| 12. August | 14:45 | Mansfield Stadium | Südwest       | –         | Lateinamerika | 3:0      |
| 13. August | 09:00 | Mansfield Stadium | Ost           | –         | Südwest       | 15:1     |
| 13. August | 20:00 | Mansfield Stadium | Lateinamerika | –         | EMEA          | 9:0      |
| 14. August | 11:30 | Mansfield Stadium | Lateinamerika | –         | Ost           | 4:5      |
| 14. August | 20:00 | Mansfield Stadium | Zentral       | –         | Südwest       | 6:1      |

### Finalrunde
|  | Halbfinale       | Halbfinale |                  |        | Weltmeisterschaft | Weltmeisterschaft |
|  |                  |            |                  |        |                   |                   |
|  | 15. August       |            |                  |        |                   |                   |
|  | B2 Lateinamerika | 8          |                  |        |                   |                   |
|  | A1 Süd           | 7          |                  |        | 16. August        | 16. August        |
|  |                  |            | B2 Lateinamerika | 8      |                   |                   |
|  | 15. August       | 15. August |                  | B1 Ost | 10                |                   |
|  | A2 Kanada        | 0          |                  |        |                   |                   |
|  | B1 Ost           | 1          |                  |        |                   |                   |
|  |                  |            |                  |        |                   |                   |

## Weblink
- Offizielle Webseite der Senior League World Series